# Sængerkrieg
Sængerkrieg ist das neunte Studioalbum der deutschen Mittelalter-Rock-Band In Extremo. Es wurde in Deutschland, Österreich und der Schweiz am 9. Mai 2008 veröffentlicht. Es ist außerdem das erste Album der Band, das die Spitze der deutschen Charts erreichen konnte.

## Inhalt
Das Album lehnt sich in Liedern wie Sängerkrieg deutlich an den Wartburgkrieg (auch Sängerkrieg genannt) an und behandelt wie immer mittelalterliche Darstellungen von Liebe, Kämpfen und Feiern.

## Rezeption
Im Mai 2008 wurde Sængerkrieg nach dreijähriger Studiopause der Band veröffentlicht und konnte direkt Platz eins der deutschen Albumcharts erreichen. In den Charts konnte das Album sich 30 Wochen lang halten, die längste Zeit, die ein Album von In Extremo je in den deutschen Charts war. In Österreich war der höchste Platz, den das Album in den dortigen Charts erzielen konnte, der 13., in der Schweiz erreichte es Platz 22.

## Kritik
Die Pressestimmen zu Sængerkrieg fielen gemischt aus.

„Der ‚Sängerkrieg‘ liefert eine ungeheurere Abwechslung und die perfekte Symbiose aus mittelalterlichen Klängen und hartem Rock. Obwohl die Veränderungen auf dem Papier vielleicht gar nicht so groß aussehen, scheinen die Berliner nach den letzten Jahren des Umbruches und des Suchens endlich am Ziel angekommen zu sein. Mit ihrem neunten Werk haben IN EXTREMO endgültig gezeigt, wer den Sängerkrieg gewonnen hat und an welchem Album sich alle zukünftigen Mittelalter-Rock-Veröffentlichungen messen müssen – großartig!“

„Trotz einiger durchaus positiver Punkte und eingängiger Rhythmen hinterlässt ‚Sängerkrieg‘ insgesamt leider einen schwer durchwachsenen Eindruck. Mit den kraftvollen, gelungenen Vorgänger-Alben verglichen wirkt ‚Sängerkrieg‘ in großen Teilen wie eine Ansammlung platter Rock-Nummern mit Dudelsack. Alte Fans werden über die rockig-weiche Aufmachung verwundert sein, die die Stücke nicht jene Energie erreichen lässt, die man sonst bei In Extremo vorfand. Der Stil von In Extremo hat auf ‚Sängerkrieg‘ eine deutliche Wandlung erfahren, leider überwiegend nicht zum Positiven.“

„Insgesamt haben In Extremo mit ihrem neunten Album mal wieder eine Langrille erschaffen, die von vorne bis hinten Laune macht und hervorragend zeigt, dass man seine Wurzeln weder verleugnen noch an ihnen kleben muss. So gesehen präsentiert sich der ‚Sängerkrieg‘ als ideale Fortsetzung des mit ‚Mein Rasend Herz‘ geebneten Weges. Daumen hoch!“

„Auch wenn die Vorzeichen auf deutschrockigen Sturm stehen, ist die zukünftige Ausrichtung noch nicht klar ersichtlich. Was bleibt ist ein vielschichtiges, teilweise interessantes, aber eben auch etwas zwiespältiges Album, das sich näher an den Massengeschmack heranpirscht und bei dem einen oder anderen ‚alten‘ Fan für Enttäuschung sorgen wird.“

## Titelliste
1. Sieben Köche – 2:56
2. Sængerkrieg – 3:56
3. Neues Glück – 3:25
4. En esta noche – 4:02
5. Mein Sehnen – 4:13
6. Flaschenpost – 4:05
7. Requiem – 3:56
8. Frei zu sein – 3:35
9. Zauberspruch – 4:05
10. In diesem Licht – 4:42
11. Tanz mit mir – 4:06
12. An End Has a Start – 3:53
13. Mein liebster Feind – 4:06
14. Auf’s Leben – 4:19

## Tournee
- 09.12.2008 CH-Zürich Schützenhaus Albisgüetli
- 10.12.2008 A-Graz Helmut-Liszt-Halle
- 11.12.2008 A-Hohenems Event Center
- 13.12.2008 Saarbrücken E-Werk
- 14.12.2008 Offenbach Stadthalle
- 16.12.2008 Hamburg Sporthalle
- 17.12.2008 Köln Palladium*
- 18.12.2008 Bielefeld Ringlokschuppen
- 19.12.2008 Berlin Arena
- 20.12.2008 Stuttgart Schleyerhalle
- 21.12.2008 München Zenith
- 26.12.2008 Fürth Stadthalle
- 27.12.2008 Hannover AWD Hall
- 28.12.2008 Erfurt Thüringenhalle
- 26.03.2009 ES-Gijón Sala Albéniz
- 27.03.2009 ES-Madrid Sala Heineken
- 28.03.2009 ES-Barcelona Sala Bikini
- 29.03.2009 ES-Bilbao Sala Rockstar Live

- Die Tour wurde im ausverkauften Palladium in Köln aufgenommen und am 15. Mai 2009 als DVD mit dem Namen Am goldenen Rhein veröffentlicht, die wiederum 2013 Platin erhielt.